# 칸토어-르베그 정리
칸토어-르베그 정리(Cantor-Lebesgue theorem, -定理)는 조화해석학 및 실해석학의 정리로, 독일 수학자 게오르크 칸토어와 프랑스 수학자 앙리 르베그의 이름이 붙어 있다. 이 정리는 푸리에 급수의 수렴에 대한 필요조건을 제공한다.

## 공식화
E를 실수의 부분집합 [0, 2π)에 속하는 양측도의 가측 집합이라 하자. 만약 다음의 무한급수
{\displaystyle \sum _{n=1}^{\infty }(a_{n}\cos {nx}+b_{n}\sin {nx})}
가 E의 모든 점 x에서 수렴한다면, 다음이 성립한다.
{\displaystyle \lim _{n\to \infty }a_{n}=0=\lim _{n\to \infty }b_{n}}

## 증명
삼각 함수 항등식에 의해 사인 함수와 코사인 함수를 하나의 코사인 함수로 묶어서 다음과 같이 쓰자.
{\displaystyle a_{n}\cos {nx}+b_{n}\sin {nx}=c_{n}\cos {(nx+d_{n})}}
여기서 {\displaystyle c_{n}={\sqrt {a_{n}^{2}+b_{n}^{2}}}} 이므로, an나 bn 둘 중 하나라도 무한대에서 0으로 수렴하지 않는다면 cn는 0으로 수렴하지 않는다. 이를 가정하면, 무한급수의 수렴 필요조건에서 {\displaystyle c_{n}\cos {(nx+d_{n})}}는 0으로 수렴해야 하므로, 적당한 수열 {\displaystyle n_{1},n_{2},...} 에 대하여
{\displaystyle \cos {(n_{k}x+d_{n_{k}})}}
는 0으로 수렴하게 된다. 따라서 {\displaystyle \cos ^{2}{(n_{k}x+d_{n_{k}})}} 도 0으로 수렴한다. 이제 지배 수렴 정리를 이용하면,
{\displaystyle 0=\lim _{k\to \infty }\int _{E}\cos ^{2}{(n_{k}x+d_{n_{k}})}dx}
{\displaystyle =\lim _{k\to \infty }\int _{E}[{\frac {1}{2}}+{\frac {1}{2}}\cos {(2n_{k}x+2d_{n_{k}})}dx}
{\displaystyle =\int _{E}{\frac {1}{2}}dx={\frac {1}{2}}\lambda (E)}
을 얻는다. 그런데 이는 E가 양측도라는 조건에 모순이다.

## 같이 보기
- 루진-당주아 정리

## 참고 문헌
- Frank Jones, Lebesgue Integration on Euclidian Space, Jones and Bartlett Mathematics, 2001.